# Geometry Dash
Geometry Dash è un videogioco a scorrimento orizzontale (e dalla versione 2.2 a piattaforme 2D) creato dal programmatore svedese Robert Topala, e pubblicato dalla sua compagnia RobTop Games. Il gioco è stato pubblicato su iOS ed Android il 13 agosto 2013 e su Steam il 22 dicembre 2014, ed è attualmente alla versione 2.207.

## Modalità di gioco
Per giocare si utilizza il touchscreen, la tastiera o il mouse (a seconda della versione o del dispositivo) per il controllo dei veicoli differenti che reagiscono quando il giocatore li preme.
La tempistica del giocatore e il ritmo scandito dalla musica di sottofondo sono le parti chiave del gioco, e l'obiettivo ultimo è quello di completare il livello raggiungendo la sua fine (il 100%) senza colpire alcun ostacolo, come una punta triangolare o blocchi. 
Se il giocatore colpirà un ostacolo, causerà la sua morte e dovrà ricominciare il livello dall'inizio, partendo dallo 0%. 
Ogni livello è provvisto anche di una modalità pratica, che permette al giocatore di completare un livello senza un rinizio tramite l'uso di piccoli checkpoint verdi, distribuiti automaticamente dal veicolo, ma ciò non porterà al completamento ufficiale del livello.

### Veicoli ufficiali
Nel gioco sono presenti otto "veicoli" (di cui uno, il jetpack, disponibile sono nella modalità platformer), i quali sono dotati di peculiari modi di muoversi nell'ambiente di gioco. 
Questi potranno cambiare attraversando i corrispettivi portali, differenziati dalla loro colorazione: 
- Verde = Cube
- Rosa = Ship/JetPack
- Rosso = Ball
- Arancione = UFO
- Azzurro = Wave
- Bianco = Robot
- Viola = Spider
- Giallo = Swing copter

Sono inoltre presenti altri portali che, invece, si limitano a cambiare le caratteristiche del veicolo, come la sua grandezza o velocità, e la possibilità di sdoppiarlo, teletrasportarlo o simili.

### Modalità Platformer
Con l'uscita della versione 2.2 è stata introdotta una nuova modalità di gioco, la modalità Platformer. Questa modalità, a differenza della classica a scorrimento orizzontale, permette al giocatore di potersi muovere a destra e a sinistra, oltre che al classico salto. Ciò ha portato anche alla creazione di una nuova ricompensa, le lune, la quale sarebbe il corrispettivo delle stelle per i livelli classici.

## Livelli ufficiali e particolarità
Su Geometry Dash ci sono in tutto 27 livelli ufficiali: 23 sono nella modalità classica a scorrimento orizzontale (19 dei quali sono sbloccati fin dall'inizio), mentre 4 sono nella modalità platformer (raggruppati in una torre tra i livelli principali). 
Ogni livello permette il guadagno di ricompense tramite completamento (anche nella modalità pratica) e ognuno possiede 3 monete dorate, le quali permettono lo sblocco degli altri 3 livelli segreti. Per sbloccare il quarto livello segreto il giocatore deve scrivere una parola d'ordine in uno dei 3 vault segreti presenti nel gioco. 
Ogni livello ha una sua difficoltà che permette il guadagno di un determinato e coerente numero di stelle (da 1 a 15). Il giocatore può e potrà completare questi livelli in qualsiasi ordine. Gli utenti potranno utilizzare diversi shop interni, i quali possono essere utilizzati tramite l'uso di una valuta del gioco come i mana orbs, ottenibili completando i livelli, o i diamanti, ottenibili completando le quest o i livelli giornalieri e settimanali. 

### Difficoltà dei livelli
Mentre il creatore del livello e i giocatori possono influenzarne la decisione, la difficoltà finale dei livelli online è decisa solo dallo sviluppatore del gioco. 
I moderatori, che fanno da tramite tra Robtop e la community, possono inviare i livelli al creatore del gioco. Sono presenti inoltre gli Elder Moderators, ossia i moderatori di alto rango, che possono anche moderare i commenti sotto ai livelli, in caso di non rispetto dei termini e delle condizioni del gioco. 
Ogni livello presente nel gioco possiede una sua difficoltà, la quale è determinata da una faccina accanto al livello e, nel caso il livello venga riconosciuto dalla community come di buona qualità, dà delle stelle o delle lune, che permettono al livello di essere usato per aumentare le statistiche del giocatore. Le difficoltà che può avere un livello sono: 
- NA, o "Not Applicable".

I livelli con questa valutazione sono livelli che non hanno raggiunto un numero di giocatori tale da ricevere una valutazione parziale del livello, ossia una faccina senza le stelle. Questi livelli non possono mai avere stelle e sono rappresentati da una faccina grigia con soltanto due occhi stilizzati.
- Difficoltà Auto o Automatica.

I livelli con questa difficoltà sono quelli con il minore numero di stelle assegnabile, cioè 1 stella, e sono quei livelli il cui completamento è possibile senza l'interazione col veicolo, ossia senza il bisogno di cliccare la periferica di input. Sono rappresentati da una faccina con una maschera di metallo.
- Difficoltà Easy.

I livelli con questa valutazione sono i più facili dove c'è bisogno di almeno un input da parte del giocatore. Hanno come valutazione 2 stelle e sono rappresentati da una faccina blu sorridente.
- Difficoltà Normal.

I livelli con questa valutazione sono livelli leggermente più difficili dei primi, ma che non hanno ancora bisogno di molta destrezza per il loro completamento. Hanno come valutazione 3 stelle e sono rappresentati da una faccina verde con un sorriso chiuso.
- Difficoltà Hard.

I livelli con questa valutazione sono livelli più difficili dei precedenti, e hanno bisogno di un po' di abilità per il loro completamento. Hanno come valutazione 4 o 5 stelle e sono rappresentati da una faccina gialla con un'espressione preoccupata.
- Difficoltà Harder.

I livelli con questa valutazione sono livelli più difficili dei precedenti, e hanno bisogno di abbastanza abilità per il loro completamento. Hanno come valutazione 6 o 7 stelle e sono rappresentati da una faccina rossa con un'espressione arrabbiata.
- Difficoltà Insane.

I livelli con questa valutazione sono livelli più difficili dei precedenti, e hanno bisogno di molta abilità per il loro completamento. Hanno come valutazione 8 o 9 stelle e sono rappresentati da una faccina viola con un'espressione molto arrabbiata.
- Difficoltà Demon.

I livelli con questa valutazione sono i più difficili in assoluto, e hanno bisogno di estrema abilità per il loro completamento. Hanno come valutazione il massimo numero di stelle assegnabile a un livello online (10 stelle) e possono essere di 5 tipi: Easy Demon, Medium Demon, Hard Demon, Insane Demon e Extreme Demon, la cui rappresentazione va da una faccina demoniaca viola con due piccole corna e due denti sporgenti a una faccina demoniaca rossa con sei corna e un'ampia bocca dentata.

## Altre caratteristiche
Un'altra caratteristica di ogni livello online è la sua valutazione estetica, giudicata dai moderatori e da RobTop, la quale va dal semplice Rated (stellato senza una luce attorno alla faccina), al Featured (stellato con una luce sottile attorno alla faccina), all'Epic (stellato con una luce spessa attorno alla faccina), al Legendary (stellato con una luce rossa spessa attorno alla faccina) fino al Mythic (stellato con un'ampia luce azzurra attorno alla faccina) e rappresenta la qualità del livello, la sua unicità, la presenza di un gameplay (ossia la giocabilità) di qualità e di un buon design.
Nel gioco sono disponibili diversi tipi di classifiche: la "Top 100 Players", dove sono presenti i 100 giocatori con più stelle; la "Top Amici", dove sono presenti i giocatori con cui si è scelto di "scambiare l'amicizia" all'interno del gioco; la "Top 100 Creators", dove sono presenti i giocatori con più Creator Points (ossia i "Punti Creatore"); la classifica globale, dove è possibile vedere in che posizione ci si trovi all'interno del gioco per numero di stelle. Riguardo quest'ultima, nonostante vi è un grande uso di hack da parte di molti giocatori, grazie all'aumento della moderazione con la nascita dei "Leaderboard Mod", che si occupano del ban dei giocatori sospetti e dello sblocco di sospensioni ingiuste, e ai refresh settimanali automatici, può essere considerata abbastanza accurata. 
Nel gioco completo, oltre i livelli offline, sono presenti diverse zone selezionabili dal giocatore (rappresentate da un martello incrociato a una chiave inglese). Tra queste vi sono:
- La sezione Create, dove è possibile creare i propri livelli e nel caso caricarli online nel gioco;
- La sezione Saved, dove tutti i livelli scaricati vengono salvati per poterli riprendere in un secondo momento;
- Le Classifiche;
- Le Quests, ossia tre obiettivi che si aggiornano ogni 8 ore il cui completamento concede al player diamanti;
- La sezione Versus (disponibile nella 2.21);
- The Map (disponibile nella 2.21), ossia una modalità "avventura" dove il giocatore dovrà completare dei livelli in modalità platform creati dagli utenti per proseguire.
- Il Daily Level, ossia un livello online che ogni giorno viene scelto da RobTop, il cui completamento concede un bonus di diamanti;
- Il Weekly Demon, ossia un livello demone che ogni settimana viene scelto da RobTop, il cui completamento concede una cassa demoniaca con all'interno diverse valute;
- La sezione Event, dove un livello speciale, nato da collaborazioni tra creator e artista musicale, potrà essere finito per un certo periodo, concedendo una cassa. Inoltre, il nome del livello potrà essere usato come codice in un vault per ottenere una ricompensa;
- I Gauntlets (per intero, The Lost Gauntlets), ossia raggruppamenti di cinque livelli divisi per tema (come ad esempio il Fire Gauntlet, l'Ice Gauntlet, il Poison Gauntlet e altri) il cui completamento concede una cassa peculiare contenente determinati premi;
- I Featured, una bacheca dove vengono postati tutti quei livelli che possiedano almeno una valutazione Featured;
- Le Liste, ossia raggruppamenti di livelli che condividano un tema comune create dagli utenti, alle quali viene assegnata una difficoltà e un corrispondente valore in diamanti;
- I Paths, dove il giocatore, dopo aver acquistato uno degli elementi disponibili, può guadagnare peculiari icone proseguendo col completamento di livelli stellati.
- I Map Packs, dei raggruppamenti di tre livelli divisi per tema o difficoltà (come ad esempio l'Alpha Pack, il Beginner Pack, il Sapphire Pack e altri) e il cui completamento concede una o due monete d'oro (a seconda della difficoltà del pacchetto);
- La sezione Search, dove è possibile cercare o un determinato livello online tramite la barra della ricerca, oppure una serie di livelli con delle determinate caratteristiche, come la difficoltà, la lunghezza, la musica usata e altro. È inoltre possibile cercarvi i giocatori dotati di account.

Inoltre sono presenti anche altre sezioni in varie zone del gioco: 
- Gli shop (uno è presente nella sezione di modifica del veicolo, nella tendina in alto a sinistra; gli altri quattro nella porta presente in basso a destra nella schermata delle varie sezioni, scorrendo verso sinistra), dove è possibile acquistare icone o veicoli usando orb o diamanti;
- I Vault segreti (uno presente in alto a destra nelle impostazioni, uno in alto a destra nella schermata delle varie sezioni, uno in basso a destra di "The Tower" e l'altro sbloccabile con una determinata combinazione di azioni) dove il giocatore, inserendo una determinata parola o frase nella barra apposita, può ottenere delle ricompense, dalle semplici valute di gioco fino a icone o veicoli.
- Le Daily Chest, composte da una cassa disponibile ogni 6 ore e una disponibile ogni 24 ore;
- La Treasure Room, una stanza dove sono presenti 604 casse apribili tramite le "chiavi demoniache", ottenibili o ogni 500 mana orbs (l'esatto numero di mana orb ottenute dal completamento di un livello demon), oppure occasionalmente dalle Daily Chest, e 20 casse apribili con una chiave dorata, ottenibile ogni 500 orb ricevute dal completamento dei livelli evento. Anche le casse permettono di ottenere delle ricompense, dalle semplici valute di gioco fino a icone o veicoli.

## Account
In questo gioco vi è la possibilità di creare un account il quale permette al giocatore di salvare i propri progressi, di rendere peculiare il proprio nickname, di caricare livelli online e di poter seguire o chiedere l'amicizia ai vari giocatori dotati di account.

## Sviluppo
Secondo Topala (sviluppatore e creatore di RobTop Games), questo gioco è un progetto che può svilupparsi in qualsiasi direzione. Come lui stesso ha osservato, "Non ci sono dei veri e propri progetti programmati... è semplicemente iniziato come un template con un cubo che può schiantarsi o saltare". Inizialmente voleva svilupparlo per il computer, ma col tempo cambiò i suoi piani e puntò a produrlo come gioco per smartphone. Robert fu ispirato da "The Impossible Game" e impiegò circa quattro mesi per crearle il suo gioco e pubblicarlo sull'App Store e su Google Play. Nella sua versione beta, inizialmente era chiamato "Geometry Jump", ma tempo dopo lo cambiò in "Geometry Dash".

Logo di Robtop, presente anche su Geometry Dash

Alla sua uscita, Geometry Dash possedeva soltanto sette livelli. Presto ebbe una seria popolarità intorno al mondo, in particolare in Canada, dove divenne il titolo più acquistato tra le app per iPhone nel giugno 2014. Sono presenti altre quattro versioni gratuite del gioco, una delle quali è Geometry Dash Lite che attualmente include i primi 17 livelli della versione completa.

## Riconoscimenti
Il gioco ha sempre ottenuto giudizi positivi dalla critica. Ad esempio siti come Softpedia e 148Apps si sono complimentati col titolo, dando giudizi molto positivi. Inoltre è stato giudicato anche dal recensore Chris Morris sul sito Common Sense Media, definendolo "un amichevole videogioco a cui i genitori dovrebbero far giocare i propri figli". Sull'Apple Store, Geometry Dash è arrivato secondo nella top 10 "giochi a pagamento per iPad" e settimo nella top 10 "giochi a pagamento per iPhone" nel 2018.

## Livelli ufficiali
I livelli ufficiali di Geometry Dash sono:
- Livello 1: Stereo Madness (easy)
- Livello 2: Back on Track (easy)
- Livello 3: Polargeist (normal)
- Livello 4: Dry Out (normal)
- Livello 5: Base After Base (hard)
- Livello 6: Can't Let Go (hard)
- Livello 7: Jumper (harder)
- Livello 8: Time Machine (harder)
- Livello 9: Cycles (harder)
- Livello 10: xStep (insane)
- Livello 11: ClutterFunk (insane)
- Livello 12: Theory of Everything (insane)
- Livello 13: Electroman Adventures (insane)
- Livello 14: ClubStep (demon)
- Livello 15: Electrodynamix (insane)
- Livello 16: Hexagon Force (insane)
- Livello 17: Blast Processing (harder)
- Livello 18: Theory of Everything 2 (demon)
- Livello 19: Geometrical Dominator (harder)
- Livello 20: DeadLocked (demon)
- Livello 21: FingerDash (insane)
- Livello 22: Dash (insane)
- The Tower, una mappa segreta composta da 4 livelli platform:

The Tower, The Sewers, The Cellar, The Secret Hollow.
- Livello segreto: The Challenge

## Colonna sonora
La colonna sonora di Geometry Dash è stata creata da diversi artisti musicali. In aggiunta alle musiche ufficiali, possono essere usate molte delle canzoni presenti sulla piattaforma Newgrounds. Per fermare la comune usanza del giocatori di abusare del portale per caricare canzoni non attinenti per usarle su Geometry Dash, RobTop ha implementato una maggiore restrizione delle musiche utilizzabili: infatti, se un utente carica una canzone senza averne i diritti solo per usarla su Geometry Dash, la canzone viene prontamente bloccata, e nel gioco apparirà il messaggio "song is not allowed for use". A causa di continue eliminazioni da parte del sito di canzoni usate anche da livelli molto famosi, il creatore del gioco ha deciso di creare una libreria musicale indipendente, con migliaia di canzoni ed effetti sonori ottenuti dalle collaborazioni degli artisti singoli e dello sviluppatore.

## Altre versioni del gioco
Dal 2015 ad oggi sono state annunciate delle versioni date dal creatore sempre sviluppate per Geometry Dash, attualmente sono 3:

### Geometry Dash Meltdown
Il 16 dicembre 2015, RobTop annuncia un gioco spin-off chiamato Geometry Dash Meltdown, che fu pubblicato il 19 dicembre dello stesso anno su Android e iOS. Attualmente (Versione 1.0) include 3 livelli (con soundtrack di F-777) e nuove icone per la versione 2.0. 
E stato aggiornato alla 2.2.11 e i livelli sono i seguenti:
- Livello 1: The Seven Seas (easy)
- Livello 2: Viking Arena (normal)
- Livello 3: Airborne Robots (hard)

### Geometry Dash World
Il 21 dicembre 2016, RobTop annunciò il suo nuovissimo spin-off chiamato Geometry Dash World, volendolo pubblicare il giorno stesso. Attualmente (Versione 1.0) include due mondi con 5 livelli ciascuno, nuove icone 2.1, uno shop, un nuovo vault, obiettivi giornalieri, livelli e ricompense, e delle chest segrete per mostrare molto di quello che offriva la 2.1 incluso nell'aggiornamento della versione completa. 
È stato aggiornato alla 2.2.11. I livelli di Geometry Dash World non hanno difficoltà, pertanto non sono valutati e sono i seguenti:
- Livello 1: Payload
- Livello 2: Beast Mode
- Livello 3: Machina
- Livello 4: Years
- Livello 5: Frontlines
- Livello 6: Space Pirates
- Livello 7: Striker
- Livello 8: Embers
- Livello 9: Round 1
- Livello 10: Monster Dance Off
- Livello segreto: The Challenge

### Geometry Dash SubZero
Il 12 dicembre 2017, RobTop annunciò il nuovissimo spin-off chiamato Geometry Dash SubZero, pubblicato poi il 21 dicembre 2017. Esso consiste in 3 livelli. Attualmente è il gioco più recente fatto uscire da Topala, e il primo ad offrire varie caratteristiche della 2.2, incluse nuove icone e triggers come il controllo della visuale, le quali sono uscite anche nella versione originale di Geometry Dash solamente a partire da dicembre 2023.
È stato aggiornato alla 2.2.12 con i seguenti livelli:
- Livello 1: Press Start (normal)
- Livello 2: Nock Em (hard)
- Livello 3: Power Trip (harder)

## Aggiornamento 2.2
Dal 13 agosto 2022, come parte del 10º anniversario del gioco, Topala pubblicò un video di 27 minuti in commemorazione dell'evento. Alla fine del video fu annunciata come data di rilascio dell'aggiornamento ottobre 2023, rendendola la prima versione ad essere rilasciata dopo più di sei anni. Però, il 22 ottobre 2023, annunciò via Twitter che la data di rilascio della versione 2.2 sarebbe stata rimandata a novembre per via di bug e problemi del server. Successivamente, annunciò il 26 novembre che il rilascio probabilmente non sarà possibile a novembre poiché voleva rilasciare l'aggiornamento contemporaneamente per tutte le piattaforme.
Il 20 Dicembre 2023, Topala annunciò il rilascio ufficiale dell'aggiornamento sempre via Twitter con il messaggio "check steam" ("controllate steam") e una clip di Avengers: Infinity War.